# Vitexina
La Vitexina  es una apigenina flavona glucósido, un compuesto químico encontrado en la flor de la pasión (Passiflora), Vitex agnus-castus  y en las hojas de bambú de Phyllostachys nigra. También se encuentra en el mijo perla (Cenchrus americanus). La vitexina también se encuentra en Crataegus monogyna.

## Metabolismo
Goitrogen de flavonas de mijo: vitexina inhibe la peroxidasa tiroidea contribuyendo así al bocio.
- Vitexin beta-glucosyltransferase
- Vitexin 2"-O-rhamnoside 7-O-methyltransferase

## También
Isovitexin (o homovitexin, saponaretin) es el apigenin-6-C-glucoside.